# Bhilai Nagar
Bhilai Nagar é uma cidade  no distrito de Durg, no estado indiano de Chhattisgarh.

## Demografia
Segundo o censo de 2001, Bhilai Nagar tinha uma população de 553 837 habitantes. Os indivíduos do sexo masculino constituem 52% da população e os do sexo feminino 48%. Bhilai Nagar tem uma taxa de literacia de 73%, superior à média nacional de 59,5%; a literacia no sexo masculino é de 79% e no sexo feminino é de 65%. 13% da população está abaixo dos 6 anos de idade.